# Toremar
Toremar (Abkürzung für Toscana Regionale Marittima S.p.A.) ist eine italienische Fährgesellschaft, die bis Herbst 2011 der Tirrenia-Gruppe angehörte und aus dem ehemaligen Postschiffdienst des Staates hervorging. Toremar war bis Oktober 2018 ein Tochterunternehmen von Moby Lines; letzteres Unternehmen ging Ende 2018 in Tirrenia auf.
Toremar versieht im Auftrag des Staates die Inselverkehre im Tyrrhenischen Meer, die als ehemalige Postschiffdienste die Kontinuität des Territoriums sicherstellen sollen.
Hierzu verbindet sie die Inseln des Toskanischen Archipels mit dem italienischen Festland. Insbesondere ist sie die einzige Linie, die alle Inseln mit Fährhäfen anfährt, und für kleinere Inseln wie Capraia und Gorgona die einzige Verbindung; Gorgona wird allerdings seit 2014 nicht mehr angefahren, da dort nur ausgebootet werden konnte, was als zu gefährlich eingeschätzt wird. Auf Elba, der größten Insel des toskanischen Archipels, bedient die Toremar die Häfen Portoferraio, Rio Marina, Cavo und bis 2007 auch Porto Azzurro. Nicht angefahren werden die Insel Giannutri und das unbewohnte Montecristo.

## Geschichte
Die Gesellschaft wurde 1975 als Nachfolger einer Vorgängergesellschaft (Navigazione Toscana S.p.a.) gegründet und war ursprünglich eine zur staatseigenen Tirrenia-Gruppe gehörende Linie wie die anderen regionalen Fährgesellschaften Italiens (Siremar, Caremar, Saremar, Adriatica und die Muttergesellschaft Tirrenia). Die Tirrenia-Gruppe wiederum gehörte bis 2009 der Fintecna, einer italienischen Staatsfirma.
Von 1999 bis 2007 bediente die Toremar mit der Monohull-Schnellfähre Isola di Capraia (s. u.) die Route Piombino – Rio Marina (Elba) in 30 Minuten. Da auch die normale Überfahrt nur 1 Stunde dauert und die Schnellfähre deutlich mehr kostete, war dem Angebot jedoch kein dauernder Erfolg beschieden. Ähnliche Experimente mit Schnellfähren bei den anderen Regionallinien und der Muttergesellschaft Tirrenia trugen Berichten zufolge maßgeblich zur schlechten finanziellen Lage der Gruppe bei, die schließlich die Privatisierung unter der Regierung Berlusconi IV mit auslöste.
Im Jahr 2009 wurde die Toremar an die Region Toskana übertragen. Im Mai 2011 gewann der bisherige direkte Konkurrent Moby Lines eine Ausschreibung der Region zur Privatisierung und übernahm im Oktober 2011 die Toremar mit der Verpflichtung, die Flotte zu verjüngen und auch in Zukunft die öffentlichen Transportaufgaben wahrzunehmen, wofür die Region einen Preis von 160 Millionen € für 12 Jahre bezahlte. Im Jahr 2012 wurden die Übernahme bzw. der Bau mehrerer neuer Schiffe angekündigt, angekauft wurde zunächst die Rosa D’Abundo. Im Januar 2015 wurde die Übernahme durch Moby vom Consiglio di Stato (dem obersten italienischen Verwaltungsgericht) annulliert und eine Neuausschreibung gefordert, da ein Konkurrent unrechtmäßig aus dem Verfahren ausgeschlossen worden war. Auch in der Neuausschreibung erhielt Moby den Zuschlag; ein Einspruch unterlegener Interessenten wurde im Juli 2016 wiederum vom Consiglio di Stato letztinstanzlich abgelehnt.

## Ereignisse
Die Aegilium, die zwischen Porto S.Stefano und Giglio Porto verkehrte, hat – zusammen mit einer Fähre der Gesellschaft Maregiglio – in der Nacht des 13. Januar 2012 zahlreiche schiffbrüchige Passagiere der direkt vor der Hafeneinfahrt von Giglio Porto havarierten Costa Concordia aufgenommen und an Land sowie später auf das Festland transportiert. Mittlerweile wurde die Aegilium durch die angemietete Giuseppe Rum ersetzt.

## Flotte
Die Toremar unterhält sieben Autofähren und einen HSC-Katamaran, mit denen sie die Inseln Elba, Pianosa, Giglio und Capraia von Livorno, Piombino oder Porto Santo Stefano aus anfährt. Gorgona wird seit 2014 nicht mehr angefahren. Schiffliste Stand 2023 nach:

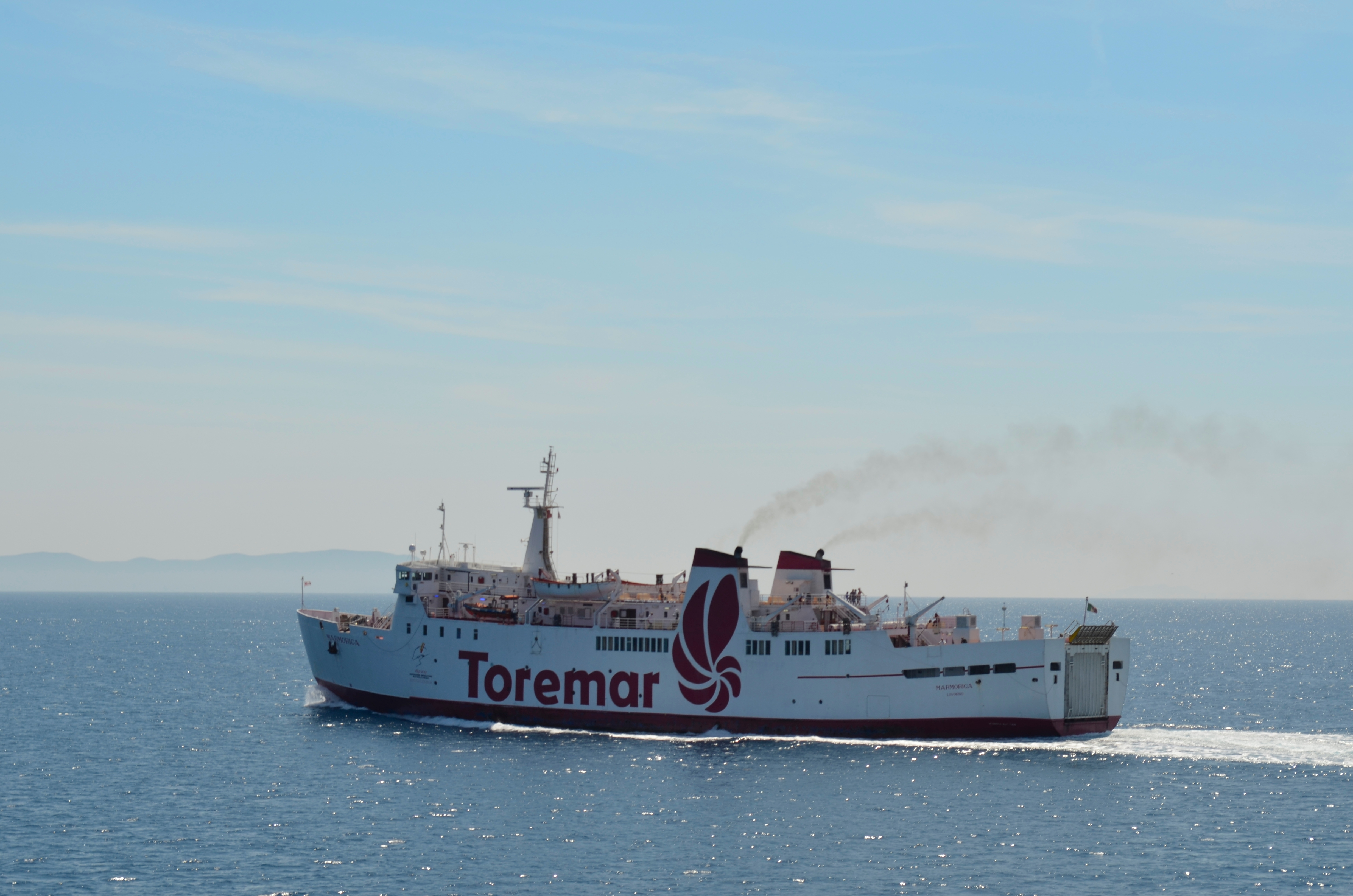
Marmorica
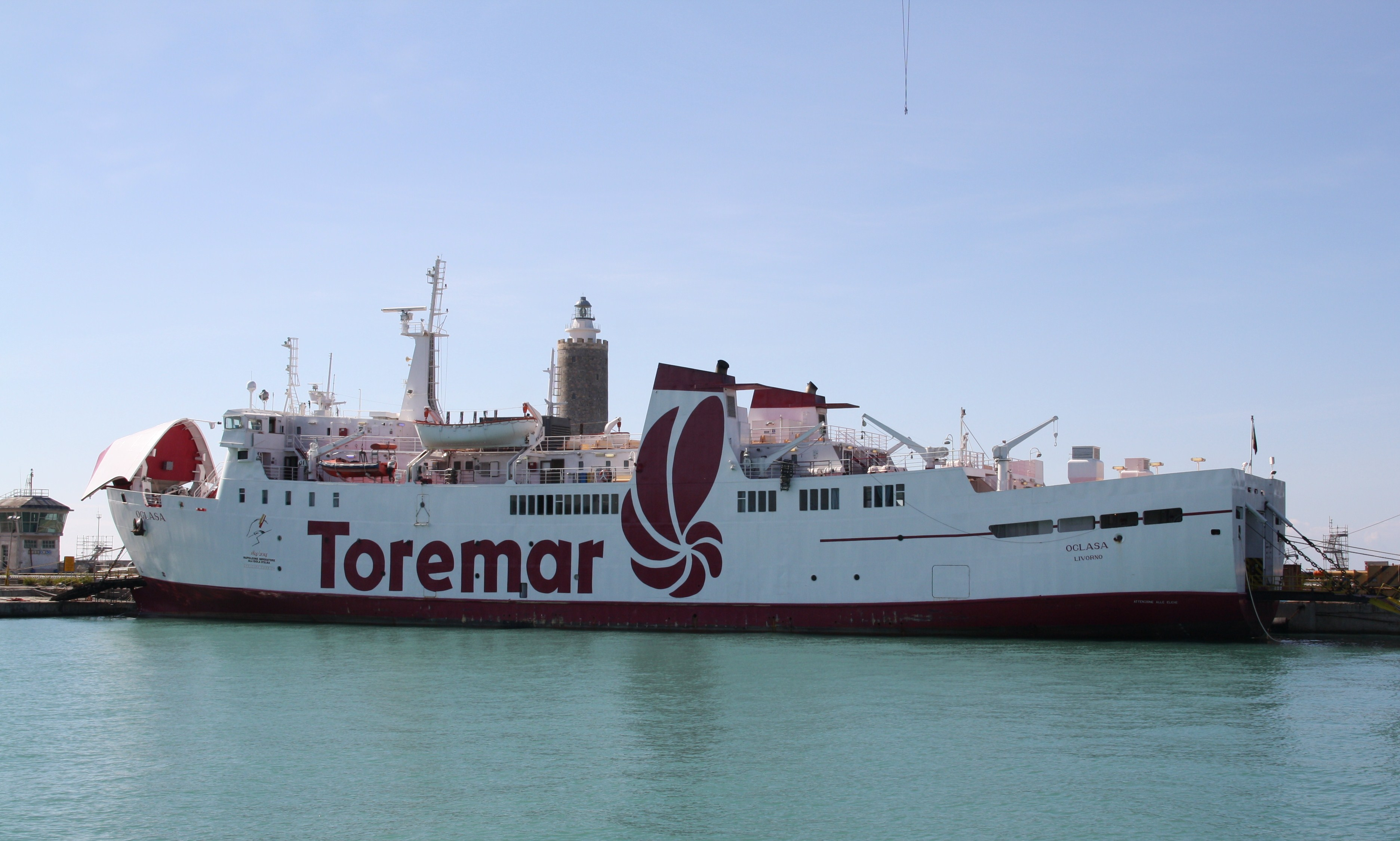
Oglasa
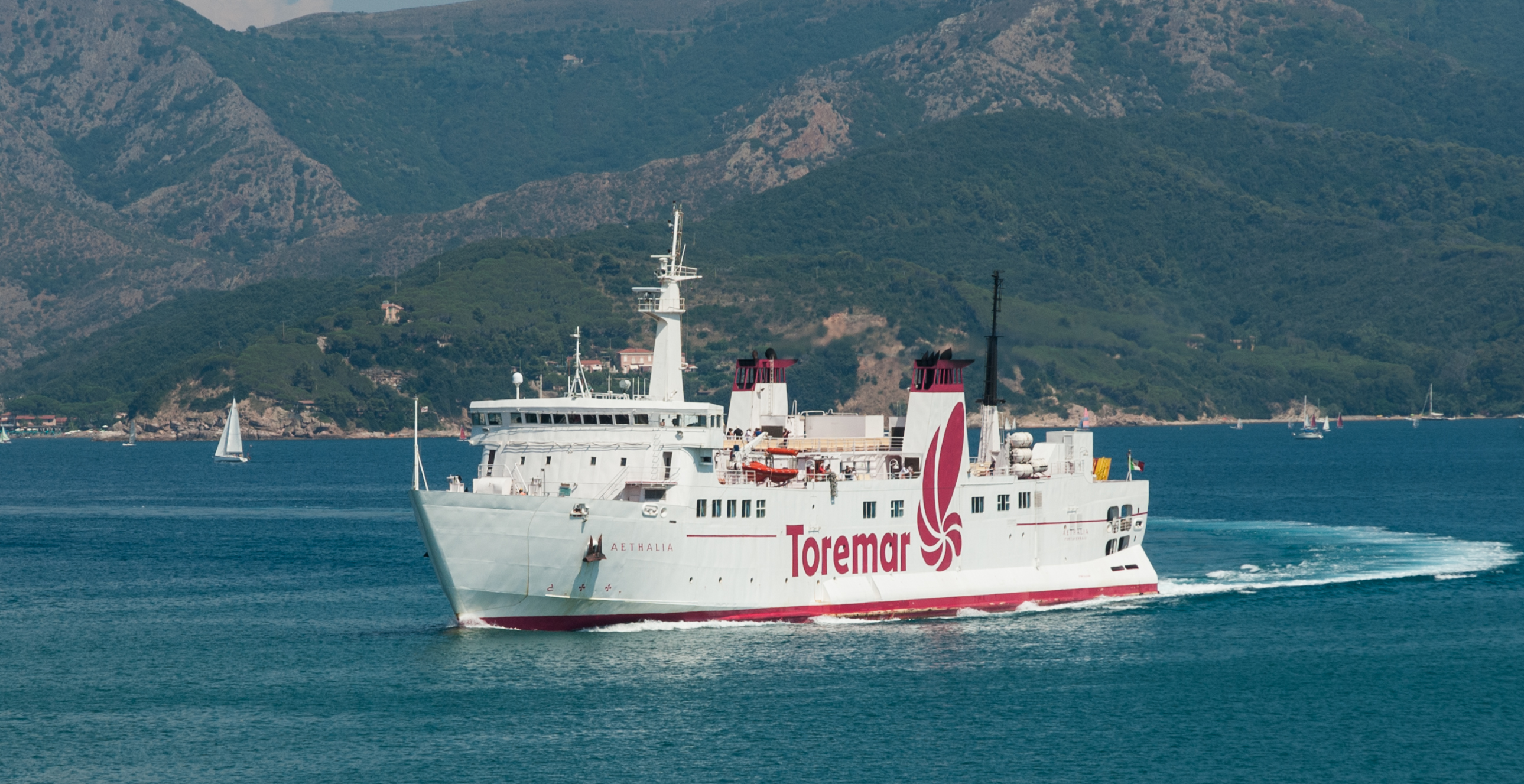
Stelio Montomoli (ex Aethalia)
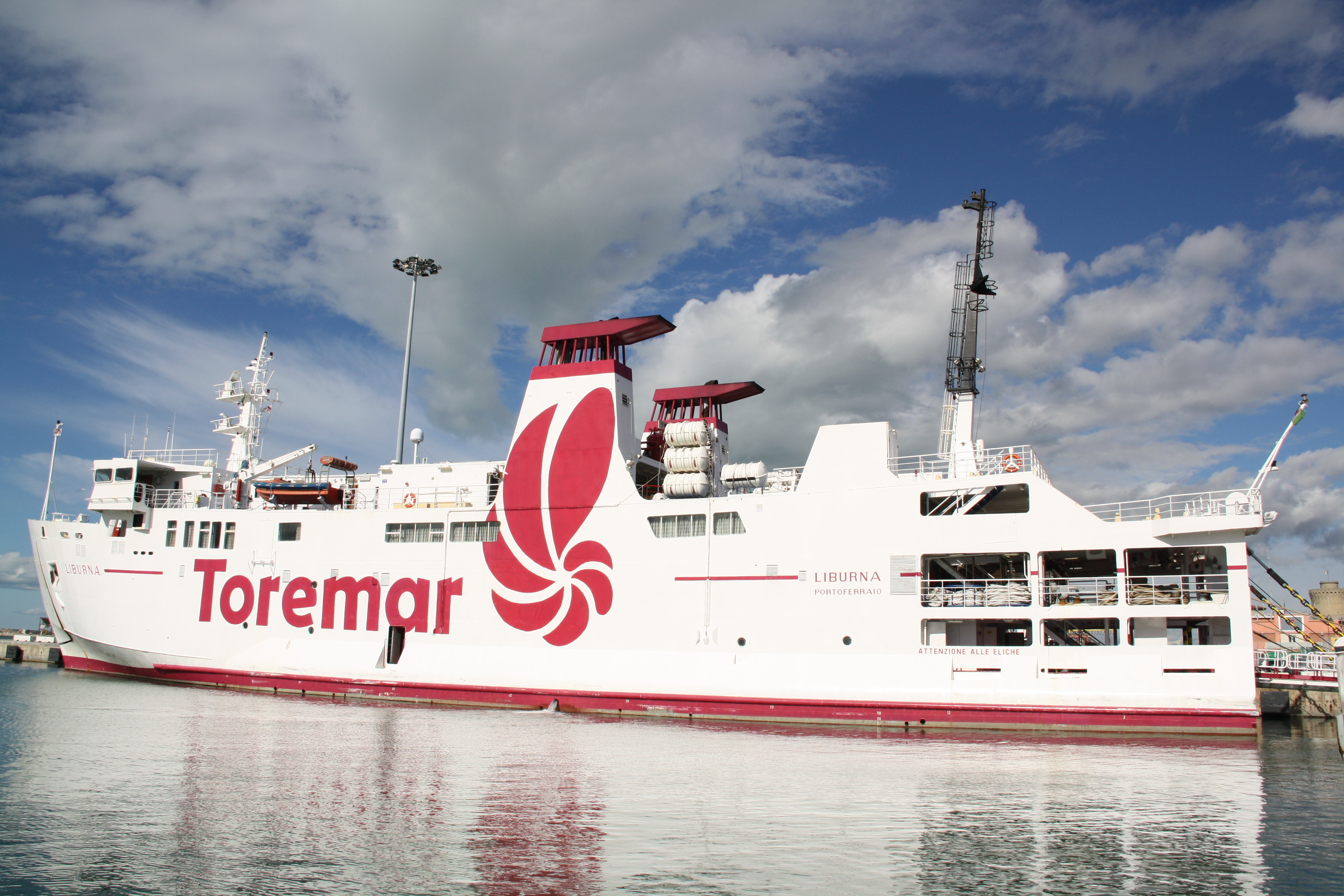
Liburna
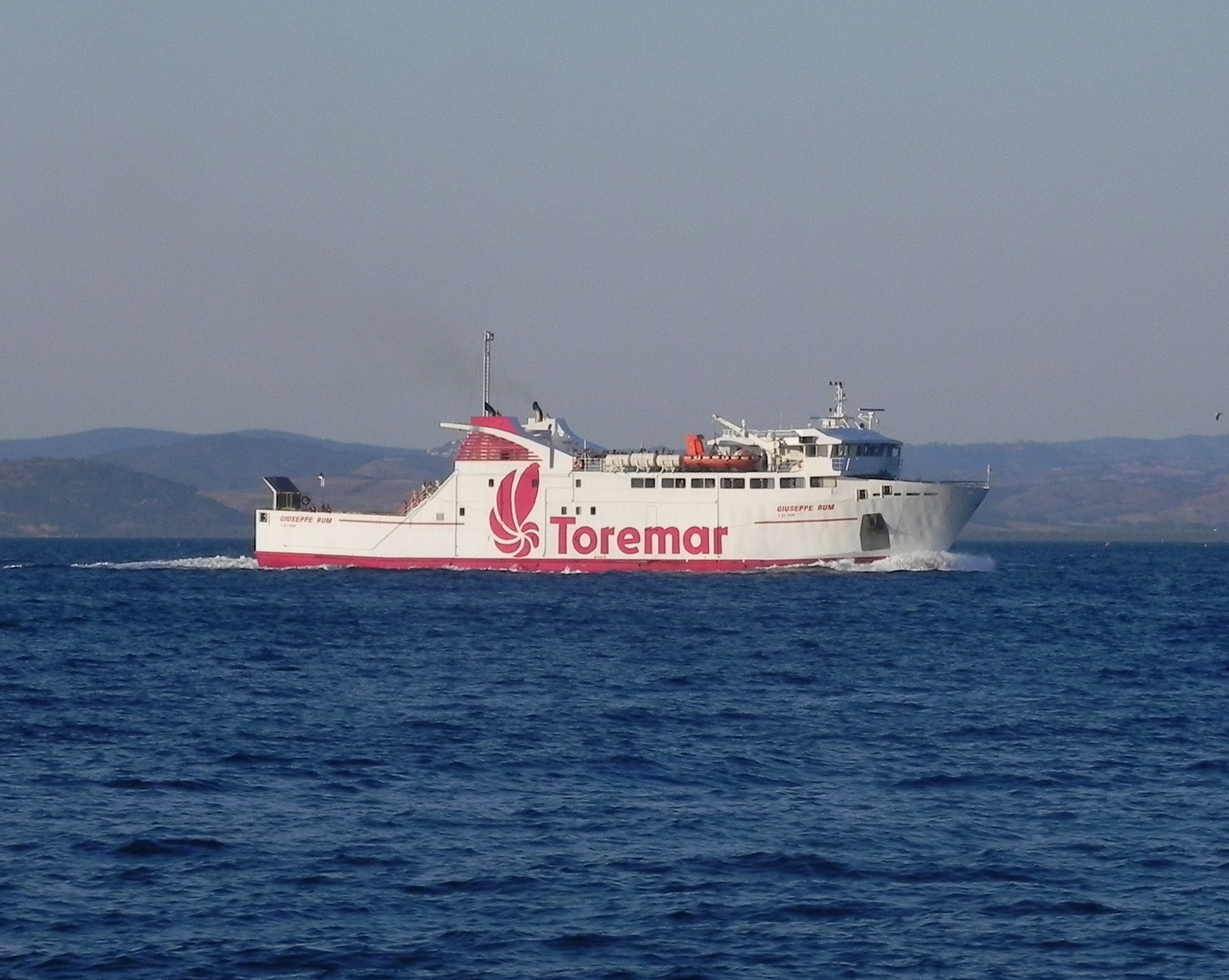
Giuseppe Rum
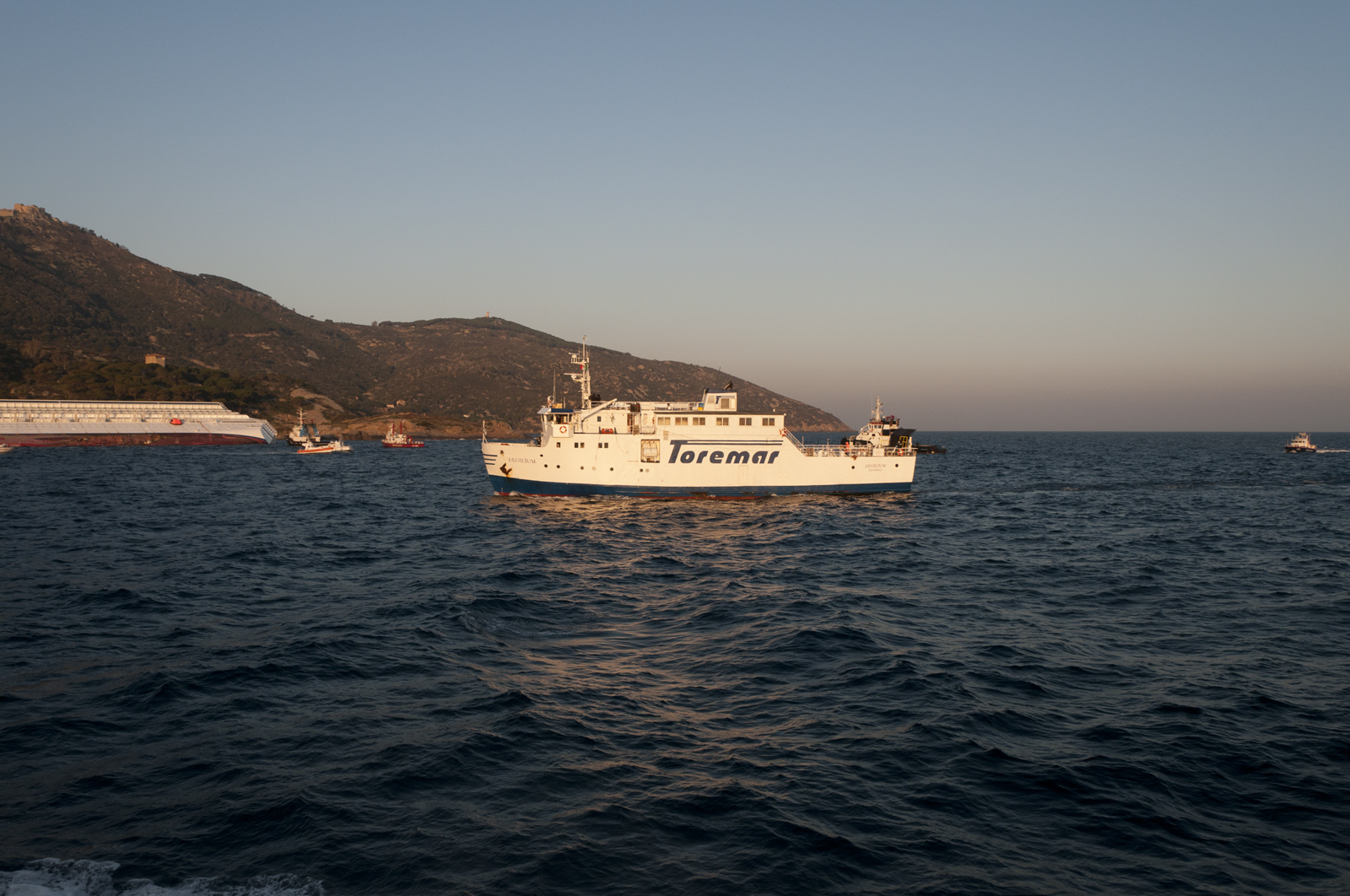
Aegilium vor der havarierten Costa Concordia

| Name                           | Schiffstyp                | Stammstrecke                     | BRZ   | Baujahr | Antrieb (kW) | Geschw. kn | Anz. Passagiere (Winter/Sommer) | Anz. Fahrzeuge | Bemerkungen                                                                                                 |
| ------------------------------ | ------------------------- | -------------------------------- | ----- | ------- | ------------ | ---------- | ------------------------------- | -------------- | --- |
| Rio Marina Bella               | Autofähre                 | Piombino – Portoferraio          | 2.390 | 2004    | 5400         | 18         | 900                             | 124            | ex Lora d'Abundo, 2012 angekauft von Medmar                                                                 |
| Stelio Montomoli (ex Aethalia) | RoRo – Autofähre          | Piombino – Portoferraio          | 2.780 | 1991    | 5692         | 18         | 790                             | 96             | Aethalia ist der griechische Name der Insel Elba                                                            |
| Marmorica                      | RoRo – Autofähre          | Piombino – Portoferraio          | 2386  | 1980    | 7560         | 18         | 530                             | 101            | Marmorica ist ein lateinischer Name der Insel Gorgona                                                       |
| Oglasa                         | RoRo – Autofähre          | Piombino – Portoferraio          | 2386  | 1980    | 5561         | 18         | 530                             | 101            | Oglasa ist ein lateinischer Name der Insel Montecristo                                                      |
| Giovanni Bellini               | RoRo – Autofähre          | Piombino – Rio Marina (-Pianosa) | 1.573 | 1985    | 3707         | 16,5       | 390 / 430                       | 60             | 2005 von der Siremar gechartert, 2007 angekauft                                                             |
| Liburna                        | RoRo – Autofähre          | Livorno – (Gorgona) – Capraia    | 1.551 | 1988    | 4270         | 16,5       | 550 / 690                       | 76             | Liburna ist der lateinische Name der Stadt Livorno; Schiff ab 2025 für Moby Lines als Bunifazziu im Einsatz |
| Giuseppe Rum                   | Autofähre                 | Porto S.Stefano – Giglio Porto   | 497   | 2005    | ?            | 16         | 633                             | 40             | 2012 für 12 Jahre von der Maregiglio gemietet, Ersatz für Aegilium                                          |
| Schiopparello Jet              | Hochgeschwindigkeitsfähre | Piombino – Cavo – Portoferraio   | 209   | 1999    | ?            | 38         | 187                             | -              | - |

### Ehemalige Toremar-Schiffe
nach  und 
| Name              | BRZ   | Baujahr | Antrieb (kW) | Geschwindigkeit kn | Anz. Passagiere (Winter/Sommer) | Anz. PKW | Bemerkungen |
| ----------------- | ----- | ------- | ------------ | ------------------ | ------------------------------- | -------- | --- |
| Aegilium          | 283   | 1948    | ?            | ?                  | ?                               | -        | ex VAN DER STENG, war von 1954 bis 1968 in Betrieb. Nach Verkauf an eine deutsche Privatperson im Jahr 1969 erfolgte eine Umbenennung in „Gloria I“, später in „Albacora I“. 2008 erfolgte der Umbau zu einer Yacht, umbenannt in „Albacora of Tortola“. |
| Capo Bianco       | 2.196 | 1959    | 4235         | 17,5               | 900                             | 80       | ex Prins Bertil, ab 1974 Toremar, verkauft 1990 nach Saudi-Arabien, dort bis 2011 in Fahrt |
| Rio Marina        | 352   | 1960    | 671          | 10,5               | 250                             | 25       | ex Rospiggen, ab 1962 Toremar bzw. Vorgängerlinie, verkauft 1981, abgewrackt 2010 |
| Città di Piombino | 495   | 1964    | 1942         | ?                  | 495                             | ?        | ex Malmø, gebaut auf der Meyer-Werft Papenburg, ab 1969 Toremar bzw. Vorgängerlinie, verkauft 1976, noch in Fahrt, 2013 als Don Peppino Pozzuali – Procida                                                                                               |
| Isola d’Elba      | 499   | 1961    | 971          | ?                  | 300                             | 40       | ex Skåne, gebaut bei Jansen-Werft in Leer, ab 1967 Toremar bzw. Vorgängerlinie, verkauft 1980, auf Grund im Hafen von Brindisi |
| Aethalia          | 1306  | 1956    | 2054         | 14                 | 1300                            | 48       | verkauft 1989 nach Tansania, 2002 aus Register gestrichen |
| Isola di Capraia  | 1927  | 1999    | 9400         | 32                 | 544                             | 57       | Schnellfähre vom Typ Aquastrada TMV70 mit Jetantrieb, 2007 an Tirrenia abgegeben, Daten unter |
| Planasia          | 1408  | 1980    | 3707         | 16,5               | 550/710                         | 60       | Planasia ist der lateinische Name der Insel Pianosa, 2012 verkauft an Balearia, fährt jetzt als Posidonia |
| Aegilium          | 631   | 1979    | 1854         | 14                 | 250 / 380                       | 15       | Aegilium ist der lateinische Name der Insel Giglio fährt seit 2013 für Gestur als Macaiva |
| Fabricia          | 224   | 1987    | 2685         | 32                 | 208                             | -        | Tragflügelboot, wurde durch HSC Agostino Lauro Jet ersetzt, 2013 verkauft an Siremar |
| Acapulco Jet      | 286   | 1989    | 2 × 2638 kW  | 33                 | 300                             | -        | - |